# Hotシュシュ
hotシュシュ（ホット・シュシュ）は、日本のプロレス団体。運営はネオプラス アイスリボン事業部。

## 団体名の由来
エイプリールフールでアイスリボンをもじってつかっていたものである。「hot」がアルファベットで「シュシュ」がカタカナなのは、それがいちばん画数がよかったためである。フランス語の「シュシュ」には「素敵な」という意味があり、「情熱的」、「セクシー」の意味を持つ「ホット」との組み合わせであるともしている。

## 特徴
- やる気と根性さえあれば年齢、身長、体重、国籍、性別問わずオールジェンダー、スポーツ経験不問で練習生を募っている。
- 練習生の成長記録をYouTubeで配信している。

## 概要
千春は引退後、アイスリボンでリングアナウンサーをつとめながらレフェリー、音響、所属選手のマネジメント、新人育成、女子プロレスサークルのコーチなどプロレスの裏方の仕事をしていた。10年を勤め、そろそろリングアナウンサーを辞めて退団しようと考えたとき、アイスリボンの代表である佐藤肇になんらかのかたちで残ってもらえないかと頼まれて、ダメ元で「自分の団体を持ちたい」という昔からの夢を話したところ意外にも快諾された。それをアイスリボンの道場へYoutubeの撮影に来ていた田村欣子とタニー・マウスに相談したところ、2人にも背中を押されてプロレス団体の設立を決意する。千春は田村とタニーに協力を求めてタニーは即断、田村は「千春はかわいい後輩」で「頼まれたら断れない」と語っている。千春によれば、田村は自身が選手であったときの鬼コーチ、タニーは他にない優れたプロレス頭を持っているため、協力を求めたと語っている。

## 歴史

### 2023年
- 1月25日、千春が設立[5][6]。千春が代表、田村欣子とタニー・マウスがスーパーバイザーに就任[7]。
- 4月12日、レッスル武闘館でプレ旗揚げ戦を開催。
- 5月14日、新木場1stRINGで旗揚げ戦「はじまりの合図」を開催。
- 6月25日、レッスル武闘館で「ハウスショー」を開催。
- 7月17日、ラジアントホールで「HOT LIMIT」を開催。
- 8月6日、ソラマチスカイアリーナでアイスリボンとの合同興行「アイスリボンお出かけプロレス with hotシュシュ in ソラマチスカイアリーナ」を開催。
- 8月13日、成増アクトホールで「夏色」を開催。
- 8月27日、レッスル武闘館で「ハウスショー」を開催。
- 9月3日、大田区産業プラザ小展示ホール「Be strong」を開催。
- 9月9日、レッスル武闘館で「ハウスショー」を開催。
- 10月14日、レッスル武闘館で「ハウスショー」を開催。
- 10月28日、レッスル武闘館で「ハウスショー」を開催。
- 11月12日、レッスル武闘館で「Ignite」を開催。
- 11月19日、レッスル武闘館で「Ignite」を開催。
- 12月2日、レッスル武闘館で「Ignite」を開催。

### 2024年
- 1月21日、レッスル武闘館で「Ignite」を開催。
- 1月28日、BAR&FIGHT地下闘技場で「歌舞伎町Ignite」を開催。
- 2月4日、にじ屋で「Ignite in にじ屋」を開催。
- 2月24日、レッスル武闘館で「Ignite」を開催。
- 3月9日、レッスル武闘館で「Ignite」を開催。
- 4月7日、レッスル武闘館で「Ignite」を開催。
- 4月13日、レッスル武闘館で「Ignite〜プレ旗揚げから1年〜」を開催。
- 4月20日、小山市御殿広場で「最強ラーメン祭 in 小山2024」を開催。
- 4月21日、小山市御殿広場で「最強ラーメン祭 in 小山2024」を開催。
- 5月6日、レッスル武闘館で「1周年記念大会」を開催。千春が5月末をもって代表辞任と退団を発表。
- 5月11日、レッスル武闘館で「Ignite」を開催。
- 5月26日、レッスル武闘館で「Ignite」を開催。
- 6月29日、レッスル武闘館で「REBORN」を開催。
- 7月20日、レッスル武闘館で「vol.2」を開催。
- 8月31日、レッスル武闘館で「vol.3」を開催。
- 9月28日、レッスル武闘館で「vol.4」を開催。
- 10月27日、高円寺北口広場で開催された「高円寺フェス2024〜秋の大文化祭〜」で提供試合が行われた。
- 11月2日、レッスル武闘館で「vol.5」を開催。
- 12月1日、レッスル武闘館で「vol.6」を開催。
- 12月25日、レッスル武闘館で「Bright Christmas2024」を開催。

### 2025年
- 1月25日、レッスル武闘館で「vol.7」を開催。
- 2月15日、レッスル武闘館で「vol.8」を開催。
- 4月23日、持病の悪化から休業していたゆづきが近況報告。レスラー復帰は未定だが、その間リングアナ見習いとして活動再開する。

## 所属選手
| キク                 | 1978年5月13日生まれ  | 2023年9月3日移籍      |
| ゆづき               | 1995年8月27日生まれ  | 2023年5月14日デビュー |
| サマス               |                      | 2023年5月14日デビュー |
| chou・chou           |                      | 2023年6月25日デビュー |
| ジェーク・ブラドック | 1991年10月18日生まれ | 2023年7月17日デビュー |
| 緋彩ませ             | 3月10日生まれ        | 2024年5月6日デビュー  |
| こゆき               | 2月18日生まれ        | 2024年12月1日入団     |

## レギュラー参戦
- ミス・モンゴル
- しのせ愛梨紗

## スタッフ

### レフェリー
- 19（プロレスリングMAGICBOX）

### スーパーバイザー
- 田村欣子
- タニー・マウス

## 歴代所属選手
| 茶色     | 6月7日生まれ         | 2023年5月14日デビュー | 2024年2月23日退団  |
| 佐藤洋平 | 11月1日生まれ        | 2023年5月14日デビュー | 2024年2月23日退団  |
| 桐生健豊 | 2006年10月28日生まれ | 2023年5月14日デビュー | 2024年5月31日退団  |
| 皇耀     | 1990年12月11日生まれ | 2023年8月6日デビュー  | 2024年5月31日退団  |
| Lily     | 4月12日生まれ        | 2023年8月13日デビュー | 2024年5月31日退団  |
| 芭奈子   | 1991年11月16日生まれ | 2023年8月13日デビュー | 2024年12月25日引退 |

## 歴代スタッフ
- 千春（リングアナウンサー、代表）（2023年1月25日 - 2024年5月31日）

## マスコットキャラクター
- シュシュンヌ